# MH 80. Török Ignác Gépesített Lövészdandár
A Magyar Honvédség 80. Török Ignác Gépesített Lövészdandár a Magyar Honvédség egyik legnagyobb szárazföldi katonai szervezete volt. Az alakulat a megszüntetett MN 44. Harckocsi Ezred állományából és technikájából alakult meg és a 3. Gépesített Hadtest közvetlen irányítása alá tartozott.

## Története
A dandár 1987. április 15-én jött lett az abasári Táncsics Mihály Laktanyában a felszámolt MN 44. Harckocsi Ezred jogutódjaként. Átvette annak teljes technikai és személyi állományát. A dandár kezdetben 3 darab gépesített lövészzászlóaljjal és 2 darab harckocsi zászlóaljjal rendelkezett. A dandár két helyőrséges alakulat volt, mert egy része a gyöngyösi laktanyában állomásozott.
1990-ben az alakulat és a dandár is felvette Török Ignác nevét és így a megnevezése MH 80. Török Ignác Gépesített Lövészdandár lett.
A hadtest 1991-ben átalakult 3. Katonai Kerületté. A dandárt átalakították. 4 darab gépesített lövészzászlóaljjal és 1 darab harckocsi zászlóaljjal rendelkezett ezek után. Magát a gyöngyösi laktanyát 1991. október 10-én bezárták.
Az 1992-ben a dandár állományát lecsökkentették előkészítő törzs szintjére. Ez azt jelentette, hogy a technika zárolásra került és csak mozgósítás után került a behívott állomány részére kiadásra. A keret létszám 129 fő lett.
Ez a szomorú helyzet 4 évig állt fent, amikor az alakulatok 1996. április 1-ével végleg felszámolták a laktanyával együtt.

## Szervezeti felépítése, alegységei a felszámoláskor
| Parancsnokság | Parancsnokság | Parancsnokság | Parancsnokság |
| Harcoló alegységek | Harcbiztosító alegységek | Logisztikai alegységek                                                                                                   |               |
| --- | --- | --- | ------------- |
| - 1. Gépesített Lövészzászlóalj - 2. Gépesített Lövészzászlóalj - 3. Gépesített Lövészzászlóalj - 4. Gépesített Lövészzászlóalj - Harckocsi Zászlóalj - Tüzérosztály | - Kommendáns század (1 darab BTR_60PB), 2 darab BTR–50PK) - Híradószázad - Vegyes páncéltörő üteg (6 darab D–44 páncéltörő ágyú, amit 6 darab ZIL–131 vontatott, 1 darab BRDM–2, 6 darab 9P133 Maljutka) - Felderítő század (14 darab PSZH-F) - Önjáró légvédelmi rakétaüteg (4 darab Sztrela–1, Sztrela–2) | - Javító század - Ellátó század - Műszaki század - Vegyvédelmi század (5 darab FUG), 1 darab BTR–60) - Dandár Segélyhely |               |

| A harcoló alegységek szervezeti felépítése | A harcoló alegységek szervezeti felépítése | A harcoló alegységek szervezeti felépítése | A harcoló alegységek szervezeti felépítése | A harcoló alegységek szervezeti felépítése | A harcoló alegységek szervezeti felépítése |
| 1. Gépesített Lövészzászlóalj | 2. Gépesített Lövészzászlóalj | 3. Gépesített Lövészzászlóalj | 4. Gépesített Lövészzászlóalj | Harckocsi Zászlóalj | Tüzérosztály |
| --- | --- | --- | --- | --- | --- |
| Vezető szervek Parancsnokság Törzs (2 darab PSZH) Harcoló alegységek 1. Lövészszázad (10 darab PSZH, 1 darab MAN teherautó) 2. Lövészszázad (10 darab PSZH, 1 darab MAN teherautó) 3. Lövészszázad (10 darab PSZH, 1 darab MAN teherautó) Aknavető üteg (6 darab 120 mm-es aknavető, 6 darab GAZ–66 vontató) Törzstámogató század Vegyes páncéltörő üteg (4 darab SZPG–9, 4 darab 9M111 Fagot) Légvédelmi lövész szakasz (6 darab Sztrela-2) | Vezető szervek Parancsnokság Törzs (2 darab PSZH) Harcoló alegységek 1. Lövészszázad (10 darab PSZH, 1 darab MAN teherautó) 2. Lövészszázad (10 darab PSZH, 1 darab MAN teherautó) 3. Lövészszázad (10 darab PSZH, 1 darab MAN teherautó) Aknavető üteg (6 darab 120 mm-es aknavető, 6 darab GAZ–66 vontató) Törzstámogató század Vegyes páncéltörő üteg (4 darab SZPG–9, 4 darab 9M111 Fagot) Légvédelmi lövész szakasz (6 darab Sztrela-2) | Vezető szervek Parancsnokság Törzs (2 darab PSZH) Harcoló alegységek 1. Lövészszázad (10 darab PSZH, 1 darab MAN teherautó) 2. Lövészszázad (10 darab PSZH, 1 darab MAN teherautó) 3. Lövészszázad (10 darab PSZH, 1 darab MAN teherautó) Aknavető üteg (6 darab 120 mm-es aknavető, 6 darab GAZ–66 vontató) Törzstámogató század Vegyes páncéltörő üteg (4 darab SZPG–9, 4 darab 9M111 Fagot) Légvédelmi lövész szakasz (6 darab Sztrela-2) | Vezető szervek Parancsnokság Törzs (2 darab PSZH) Harcoló alegységek 1. Lövészszázad (10 darab PSZH, 1 darab MAN teherautó) 2. Lövészszázad (10 darab PSZH, 1 darab MAN teherautó) 3. Lövészszázad (10 darab PSZH, 1 darab MAN teherautó) Aknavető üteg (6 darab 120 mm-es aknavető, 6 darab GAZ–66 vontató) Törzstámogató század Vegyes páncéltörő üteg (4 darab SZPG–9, 4 darab 9M111 Fagot) Légvédelmi lövész szakasz (6 darab Sztrela-2) | Vezető szervek Parancsnokság Törzs (1 darab T–55AM, 1 darab PSZH) Harcoló alegységek 1. Harckocsi század (10 darab T–55AM) 2. Harckocsi század (10 darab T–55AM) 3. Harckocsi század (10 darab T–55AM) 4. Harckocsi század (10 darab T–55AM) Harcbiztosító alegységek Törzstámogató század | Vezető szervek Parancsnokság Törzs Harcoló alegységek 1. Tüzérüteg (6 darab M–30 6 darab URAL-4320 vontató) 2. Tüzérüteg (6 darab M–30 6 darab URAL-4320 vontató) 3. Tüzérüteg (6 darab M–30 6 darab URAL-4320 vontató) |